# Бутби, Пенелопа
Пенелопа Бутби (англ. Penelope Boothby, 11 апреля 1785, Личфилд, Стаффордшир, Великобритания — 13 марта 1791, Ашборн, Девоншир, Великобритания) — девочка, ставшая одним из самых известных персонажей-детей в британском искусстве. Её образ вдохновил картины Джошуа Рейнолдса, Иоганна Генриха Фюссли, Джона Эверета Милле, скульптуру Томаса Бэнкса, фотографии Льюиса Кэрролла, сонеты Брука Бутби. По мнению искусствоведов и историков, в искусстве XIX—XX веков Пенелопа Бутби стала классическим ребёнком эпохи романтизма, хранителем райской невинности, символом «того, что мы потеряли, и что мы боимся потерять». Образ Пенелопы активно эксплуатировался массовой культурой на протяжении XX века.

## Историография
Интерес к картине Рейнолдса, на которой запечатлена Пенелопа Бутби, а также к судьбе изображённой на ней девочки, удалось в новейшее время пробудить американской журналистке Ребекке Хардинг Дэвис, которая опубликовала в журнале «St. Nicholas» за ноябрь 1875 года статью «По поводу живописца маленькой Пенелопы».
Искусствовед Эстель Мей Херлл посвятила Пенелопе главу в своей монографии о творчестве Джошуа Рейнолдса. Кроме биографии девочки, её интересовали подробности общения с ней художника.
Вновь, после длительного перерыва, интерес к образу Пенелопы Бутби появился в конце XX века. Преподаватель Барнард-колледжа Энн Хигонне посвятила Пенелопе Бутби и её образу в живописи раздел в своей книге «Изображения невинности: история и кризис идеального детства», вышедшей в 1998 году. Судьба Пенелопы и отклик на её смерть часто становится в настоящее время темой монографий и статей, которые посвящены общим проблемам восприятия ребёнка в эпоху Нового времени. В частности, она стала предметом глубокого анализа в изданной в 2006 году книге профессора Ливерпульского университета Роберта Вудса «Воспоминание о детях: Отклики на безвременную смерть в прошлом».
Несколько статей анализируют воплощение образа Пенелопы Бутби в произведениях отдельных деятелей изобразительного искусства. Профессор английского языка Университета в Фолмере и содиректор Центра изобразительных искусств Сейнсбери Линдсей Смит в своей книге «Льюис Кэрролл. Фотографии в движении», изданной в 2015 году, подробно анализирует образ Пенелопы Бутби, созданный Экси Китчин на фотографиях английского писателя и фотографа-любителя Льюиса Кэрролла. Она соотносит его с картиной Джошуа Рейнолдса и с гравюрами, выполненными на её основе. Статья искусствоведа Лорел Брэдли, вышедшая в 1991 году, посвящена картине Милле «Спелая вишня», где также представлен образ Пенелопы Бутби.
Большую статью посвятила Пенелопе Розмари Митчелл в Oxford Dictionary of National Biography. По мнению Митчелл, восприятие безвременной смерти Пенелопы Бутби современниками показывает влияние романтических идей на восприятие детства как периода, отличного от взрослой жизни, эпохи невинности и открытости для природной и духовной естественности. Оно также иллюстрирует влияние романтизма на восприятие самого понятия смерти, так как изображения Пенелопы отражают всё более индивидуализированный и секуляризованный ответ на потерю любимого человека. Поздние викторианские интерпретации картины Рейнолдса показывают усиление культа детства в XIX веке и ностальгию по простому сельскому миру доиндустриальной Англии.

## Биография

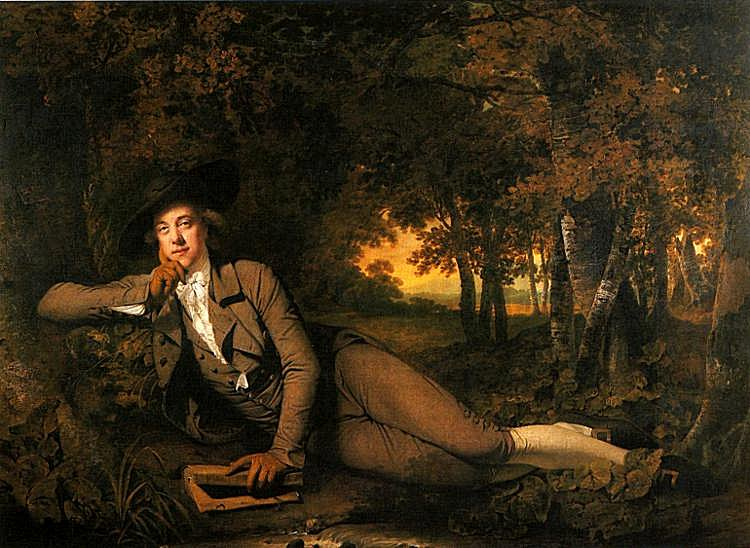
Райт, Джозеф (1734—1797). Сэр Брук Бутби, 1781

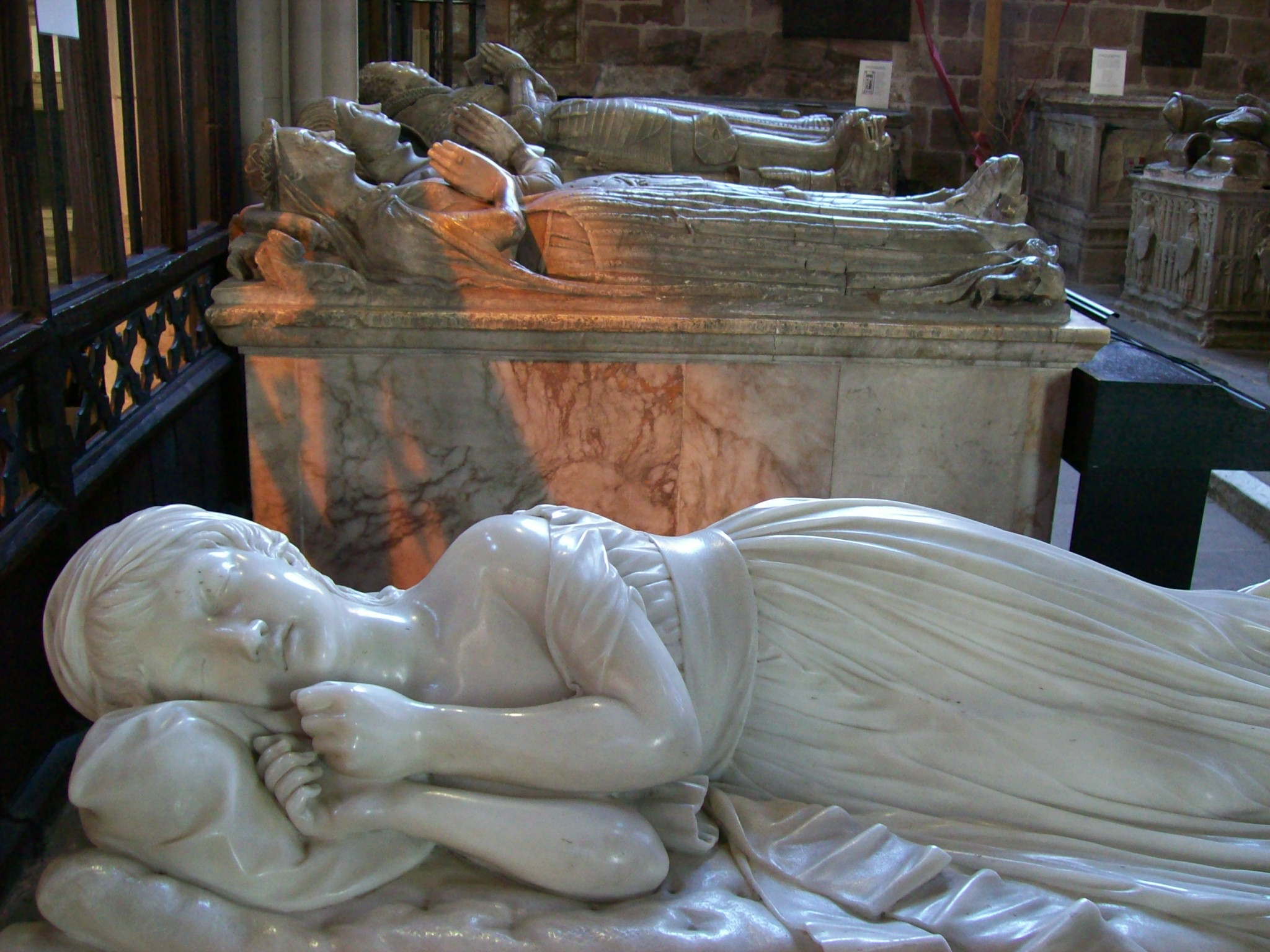
Томас Бэнкс. Надгробие Пенелопы Бутби, 1793

Дочь сэра Брука Бутби (1744—1824), лингвиста, переводчика и поэта. На картине Джозефа Райта он предстаёт одновременно как благородный и предельно естественный человек: на время отложив читаемую им книгу и расположившись для чтения прямо на траве в лесу, он пристально смотрит на зрителя (Бутби высоко ценил идеи Жан-Жака Руссо и был переводчиком его произведений). Отец Пенелопы унаследовал титул в 1789 году, был также ботаником-любителем и сотрудничал в своих исследованиях с Эразмом Дарвином. Он был хорошо знаком с несколькими активистками Общества синих чулок и пользовался известностью ценителя изящных искусств и мецената.
Пенелопа — единственный ребёнок и наследница сэра Брука Бутби, седьмого баронета, и его жены, Сюзанны (англ. Susanna Bristoe, 1755—1822). В возрасте трёх лет (в июле 1788 года) она стала моделью для выдающегося британского художника Джошуа Рейнолдса в его лондонской студии (для картины «Портрет Пенелопы Бутби», или «Чепчик», Лондонская национальная галерея).
Вскоре после завершения портрета Бутби с дочкой вернулся в Дербишир, где располагалось его родовое поместье Ашбурн. Вероятно, Пенелопа провела остаток своей короткой жизни в Ashbourne Hall. Пенелопа была тихой девочкой, предпочитавшей игру с куклами в уединении любой шумной возне, хотя обладала весёлым нравом. Она очень любила своего отца и ждала у ворот его возвращения домой, а вечерами сидела у него на колене. По воскресеньям утром она сопровождала свою мать в старую церковь Ашбурна и стояла на коленях рядом с ней во время богослужения. Всё это и многое другое можно узнать из книги «Священная скорбь в память о Пенелопе» (англ. «Sorrows Sacred to the Memory of Penelope»), написанной её отцом. Книга включает 24 сонета. Она умерла в 1791 году за месяц до своего шестого дня рождения, после болезни, которая продолжалась около месяца. Лечил её известный врач, друг отца Эразм Дарвин (дед эволюциониста Чарльза Дарвина). В письме от 9 марта 1791 года Дарвин высказал мнение, что она страдает от гидроцефалии, записав, что болезнь началась с болей в левой стороне головы, а затем последовала рвота и сонливость. Возможно, причиной стал энцефалит (вирусная инфекция мозга, вызывающее внутричерепное давление) или менингит (хотя бактериальный менингит, вероятно, привёл бы к гораздо более быстрой смерти). Предполагаются и врождённые аномалии.
Пенелопа Бутби была похоронена в церкви Святого Освальда в Ашборне 20 марта 1791 года. Согласно местной легенде, её гроб несли шесть девочек, в сопровождении шести мальчиков, которые держали над ними зонтики, чтобы укрыть от шедшего в это время дождя.
Смерть Пенелопы, по некоторым данным, привела к краху брака её родителей. После похорон её мать вернулась в дом своих родителей в Хэмпшире, а затем поселилась в Дувре. Она была похоронена под девичьей фамилией, а не под фамилией супруга. В завещании она оставила 100 фунтов стерлингов «медсестре моего любимого ребёнка» и завещала ювелирные изделия, прядь волос Пенелопы и экземпляр книги сонетов мужа своему брату. Экстравагантность Бутби, его сильные переживания по поводу потери дочери и разлада с женой привели к разорению, что полностью изменило ход его жизни. Ашборн Холл был арендован в 1814 году (приходские записи показывают, что в 1817 году там проживает внук фабриканта Ричарда Аркрайта), а сам он поселился в Булони в 1815 году, где и умер в 1824 году. Он был похоронен в церкви Святого Освальда в Ашбурне.

## Пенелопа Бутби на картине Джошуа Рейнолдса
Портрет был заказан в апреле 1788 года в Лондоне. Пятьдесят гиней были выплачены за портрет в мае. Сеансы позирования были определены на 1, 3, 5 и 8 июля 1788 года. Пенелопа сидит на картине на каменной скамье на фоне лесистого пейзажа. На ней забавный чепчик, который дал картине её второе ироничное название. По мнению искусствоведов, она на картине Рейнолдса — классический ребёнок эпохи романтизма, выражение райской невинности, символ того «что мы потеряли и того, что мы боимся потерять».
По свидетельствам современников Рейнольдс хорошо ладил с детьми и поддерживал прекрасные отношения с Пенелопой на протяжении всех их сессий. Однажды Пенелопа даже исчезла из своего дома на день и была обнаружена в доме Рейнольдса. Историки искусства объясняют высокие художественные качества картины их краткими, но яркими личными отношениями. Рейнолдс любил играть с детьми. В своей мастерской он всегда держал много игрушек, чтобы развлечь своих маленьких друзей, а модели, находясь там, обычно имели возможность порезвиться. У современного человека причудливый костюм девочки вызывает мысль, что она одета для позирования и пытается играть взрослую женщину (костюм, в который она одета, напоминает облачение Марты Вашингтон на портрете Гилберта Стюарта), подражая колониальной леди. Ребёнок сжал губы и сложил руки на коленях, как если бы пытался хорошо играть свою роль, но девочка слишком застенчива, чтобы смотреть прямо в лицо зрителю, и поэтому смотрит в сторону. Однако дети тогда, как в Англии, так и в Америке, одевались точно как взрослые, и костюм девочки, без сомнения, повседневный.
Другим фактором, способствующим широкой известности портрета, была трагическая судьба самой Пенелопы. После окончательного распада семьи портрет в конце концов оказался в Музее Эшмола в Оксфорде (по некоторым данным на правах аренды), где Льюис Кэрролл несомненно попал под его обаяние полвека спустя. На протяжении XIX века были широко распространены гравюры с этого портрета.
С момента создания портрет пользовался большой известностью. В Британском музее собрано большое количество меццотинто по мотивам картины Рейнолдса. Среди их авторов известные гравёры и издатели Томас Кирк, Томас Парк, Генри Грейвс.

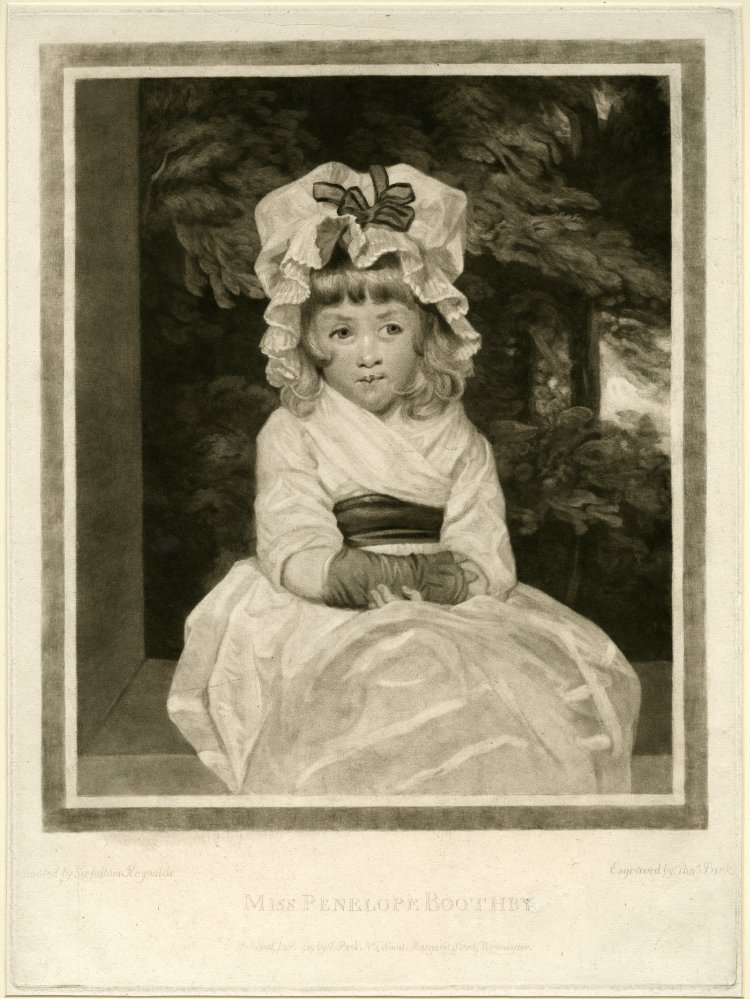
Мисс Пенелопа Бутби. Меццотинто Томаса Парка (1759—1834) по картине Рейнолдса, 1789
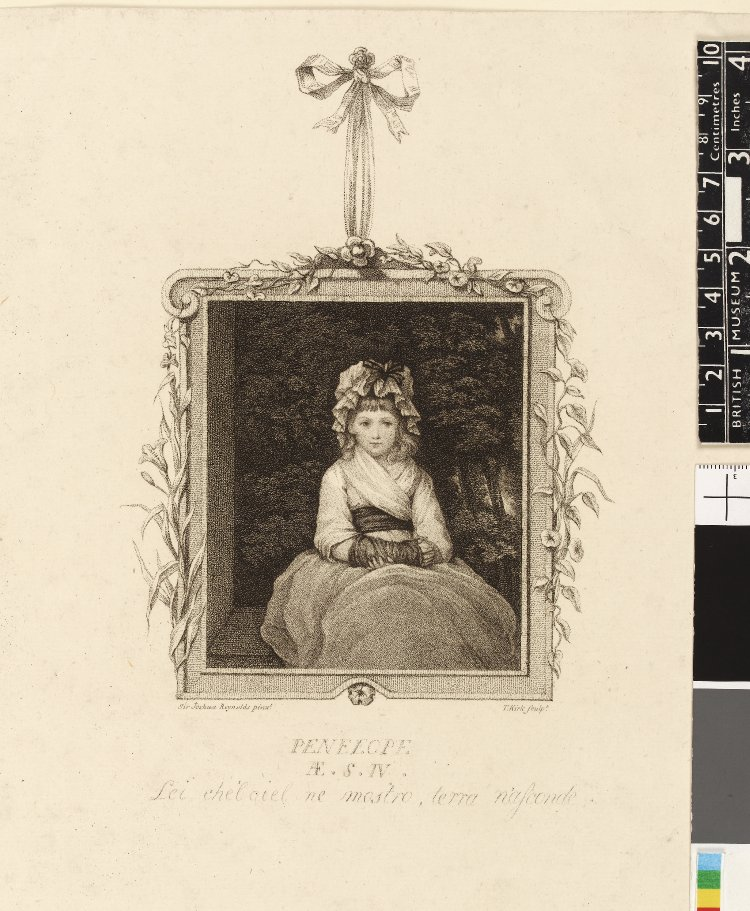
Мисс Пенелопа Бутби. Меццотинто Томаса Кирка (1765—1797) по картине Рейнолдса, 1788—1797
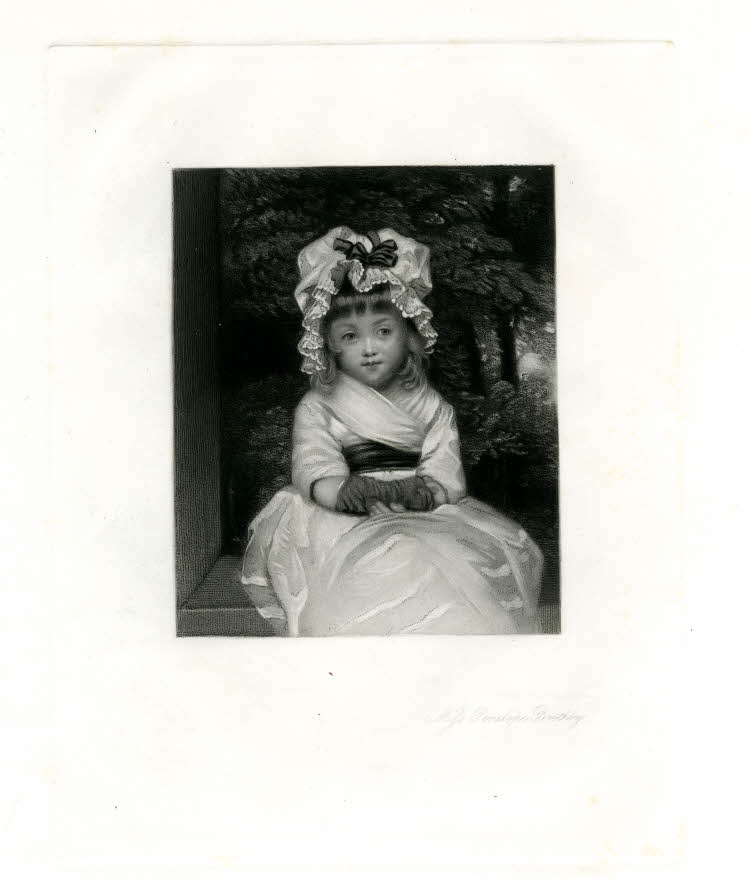
Мисс Пенелопа Бутби. Меццотинто Генри Грейвса (1806—1892) & Co по картине Рейндолса, 1859

## Пенелопа Бутби в культуре конца XVIII—XIX века

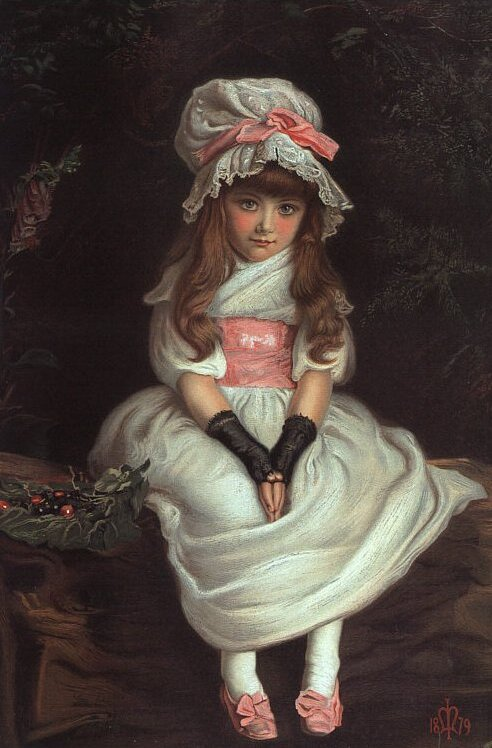
Джон Эверетт Милле. Спелая вишня, 1879

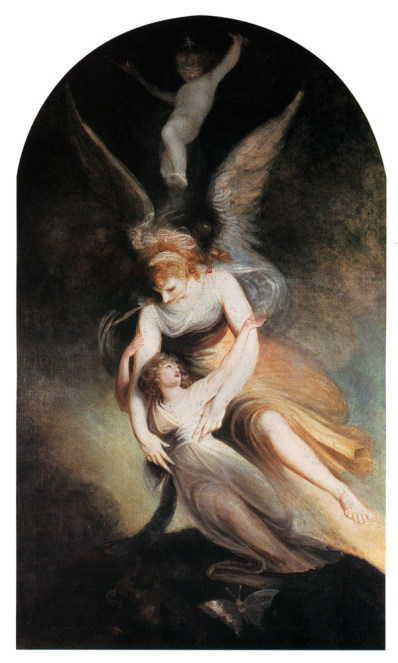
Иоганн Генрих Фюссли. Апофеоз Пенелопы Бутби, 1792

После смерти Пенелопы Бутби по просьбе её отца английский художник Иоганн Генрих Фюссли создал картину, представляя как её уносит на небеса Ангел — «Апофеоз Пенелопы Бутби» (1792). Художник был давно знаком с Бруком Бутби, который в прошлом приобрёл версию его известной картины «Ночной кошмар», созданную в 1781 году. Крылья ангела не находятся точно на его спине, пятилетний возраст девочки представлен неубедительно, она выглядит как маленького роста взрослая женщина, достаточно наивны аллегории: на переднем плане — лежащая погребальная урна и парящая в воздухе большая бабочка (символы смерти, скоротечного характера жизни человека и воскресения из мёртвых), художник использовал рискованную вертикальную композицию, подобную его новаторской картине «Смерть Дидоны». Художнику не удалось убедительно представить зрителю смерть маленького ребёнка. В настоящее время картина находится в Художественной галерее в Вулвергемптоне.
Существует также мраморный памятник Пенелопе в церкви Святого Освальда в Ашбурнe работы скульптора Томаса Бэнкса. Скульптура Бэнкса была более удачной. Фигура девочки в натуральную величину, кажется, спит на боку, положив под голову руки. Скульптура сочетает в себе романтическую чувственность с искренностью, и, как известно из отзывов тех, кто впервые видел её, оказывает сильное воздействие на посетителей церкви даже в настоящее время. Памятник изготовлен из каррарского мрамора, на нём надписи на английском, итальянском, латинском и французском языках, взятые из Библии, Катулла, Петрарки и (что неудивительно из-за взглядов её отца) Руссо. По словам дочери скульптора, Брук Бутби приходил ежедневно чтобы посмотреть, как идёт работа над скульптурой, часто плакал. Когда она в гипсовой модели (в настоящее время находится в мемориальном музее архитектора Джона Соуна) была выставлена в Сомерсет-Хаус в 1793 году, старшая дочь короля Великобритании Георга III, будущая королева Вюртемберга, Шарлотта и её дочери были растроганы до слёз. Памятник, который находится до сих пор в церкви Святого Освальда, вероятно, долгое время хранился в деревянном футляре, закрытом от постороннего взгляда до 1839 года. Представляется вероятным, что это было сделано по личной просьбе Бутби.
В 1796 году Бутби опубликовал книгу сонетов «Sorrows Sacred to the Memory of Penelope», сонеты он воспринимал как свой собственный хрупкий памятник умершей дочери. В целом, отзывы современников на сборник были благожелательными. Поэтесса Анна Сьюард, однако, отмечала монотонность и безвкусицу сонетов.
Картина прерафаэлита Джона Эверетта Милле «Спелая вишня» основана на картине Рейнолдса и написана позже фотографий Кэрролла (англ. «Cherry Ripe», 1879, ныне — частное собрание). Голубоглазой Эди Рамадж (англ. Edie Ramage) было всего четыре года, когда она появилась на костюмированном балу в Лондоне в 1879 году в костюме Пенелопы на картине Рейнолдса, вызвав всеобщее восхищение своим обаянием. Её дядя гравёр Уильям Лусон Томас заказал портрет Эди в костюме, котором она была на балу, за немалые для того времени деньги — 5 000 долларов. Как сложилась дальнейшая судьба Эди Рамадж, неизвестно. Портрет получил название «Спелая вишня», так как Эди сидит рядом с рассыпанными на ткани вишнями. Образ девочки, как и её костюм (бело-розовое платье), были позаимствованы с «Портрета Пенелопы Бутби» кисти Джошуа Рейнолдса. Проданные репродукции картины окупили затраты на портрет. Репродукция в качестве подарка читателям также прилагалась к рождественскому выпуску газеты «График». Портрет стал сентиментальным украшением во многих домах викторианской эпохи.

## Пенелопа Бутби на фотографиях Льюиса Кэрролла
Писатель и фотограф-любитель Льюис Кэрролл мог увидеть оригинал картины Рейнолдса в Музее Эшмола в Оксфорде, по другой версии его вдохновило меццотинто Сэмюэла Казинса с этой картины.
Во времена Льюиса Кэрролла были модны изображения девочек в костюме Пенелопы Бутби с портрета Рейнольдса. Кэрролл создаёт костюмированный фотопортрет, где модель значительно старше своего прототипа. Известны минимум две фотографии его любимой фотомодели Александры Китчин в этом образе, созданные в 1875—1876 годах. Для третьего изображения из этой серии «Экси Китчин частично в платье Пенелопы Бутби на шезлонге с японским зонтиком» (англ. Xie Kitchin partly in the "Penelope Boothby" dress, on a garden chair, with Japanese sunshade), которое резко отличается от других и иногда не соотносится с этой серией, он принёс в свою студию плетёный шезлонг и восточный зонтик, поместил девочку в шезлонге с открытым зонтиком над головой. Это изображение, особенно благодаря оригинальной композиции в сочетании с загадочным взглядом девочки, стало одним из самых выдающихся портретов викторианской эпохи. Размер фотографии — 12,7 на 15,5 сантиметров. Идентификационный номер — 964:0001:0044. Фотографии сделаны в студии Кэрролла при Соборе Христа в Оксфорде. Все три фотографии находятся в настоящее время в коллекции Центра Гарри Рэнсома при Техасском университете в Остине. Техника всех трёх фотографий — мокрый коллодионный процесс по альбуминовой фотобумаге.
На одном снимке Кэррола Александра Китчин стоит перед стеной, в её сумрачном выражении лица мало что соответствует картине Рейнолдса. Размер фотографии — 21.1 на 15.3 сантиметров. Идентификационный номер — 964:0001:0034. Кэрролл достаточно вольно восстанавливает и костюм девочки. На другом снимке девочка сидит, опираясь подбородком на руку. При этом двенадцатилетняя модель пристально смотрит в объектив камеры. Размер этой фотографии значительно меньше — всего 15,4 на 12,5 сантиметров. Идентификационный номер — 964:0001:0021. Исследователи проводят параллели этих фотографий с фотографией Алисы Лидделл в образе нищенки.
Александра Рода Китчин (по прозвищу «Экси», англ. Alexandra «Xie» Rhoda Kitchin, 1864—1925) — так называемая подруга (англ. «child-friend») Льюиса Кэрролла. Она была для Кэрролла музой и фотомоделью с 1868 года. Кэрролл фотографировал её чаще, чем любую другую из своих моделей, иногда она была одета при этом в экзотический костюм. Так, на фотографии «Святой Георгий и дракон» она играет принцессу, одета в белую ночную рубашку, на голове у неё бумажная корона. Александра Китчин была дочерью преподобного Джорджа Уильяма Китчина (1827—1912), который был коллегой Кэрролла в Соборе Христа в Оксфорде, впоследствии — деканом собора в Уинчестере, а позже — в Дареме. Её крёстная мать — Александра Датская, будущая королева-консорт Великобритании и Ирландии, которая была подругой детства её матери. В 1890 году Александра вышла замуж за Артура Кардью, государственного служащего и музыканта-любителя. У них было шесть детей. В отличие от некоторых других юных подруг Кэрролла, «Xie» никогда не публиковала воспоминания о нём. Кэрролл фотографировал Александру Китчин с четырёх до шестнадцати лет. Известно более пятидесяти подобных фотографий. Иногда такие фотографии носят название «Экси»-фотографии. Существует легенда, что Кэрролл однажды задал вопрос: «Как достичь совершенства в области фотографии?», а затем сам же дал на него ответ: «Поставить „Экси“ перед объективом». Действительно, в письме от 16 июня 1880 года писатель ведёт этот диалог сам с собой.

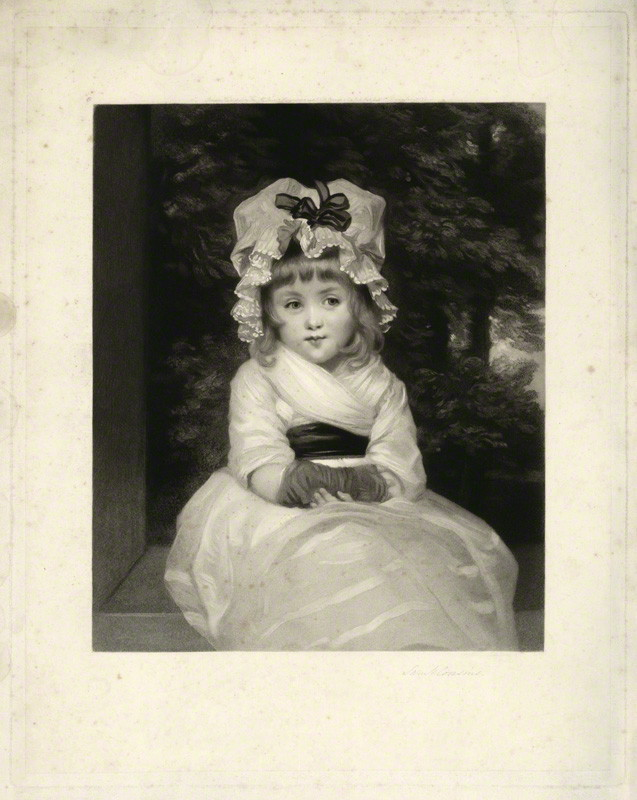
Сэмюэл Казинс. Пенелопа Бутби, меццотинто по картине Рейнолдса, 1874
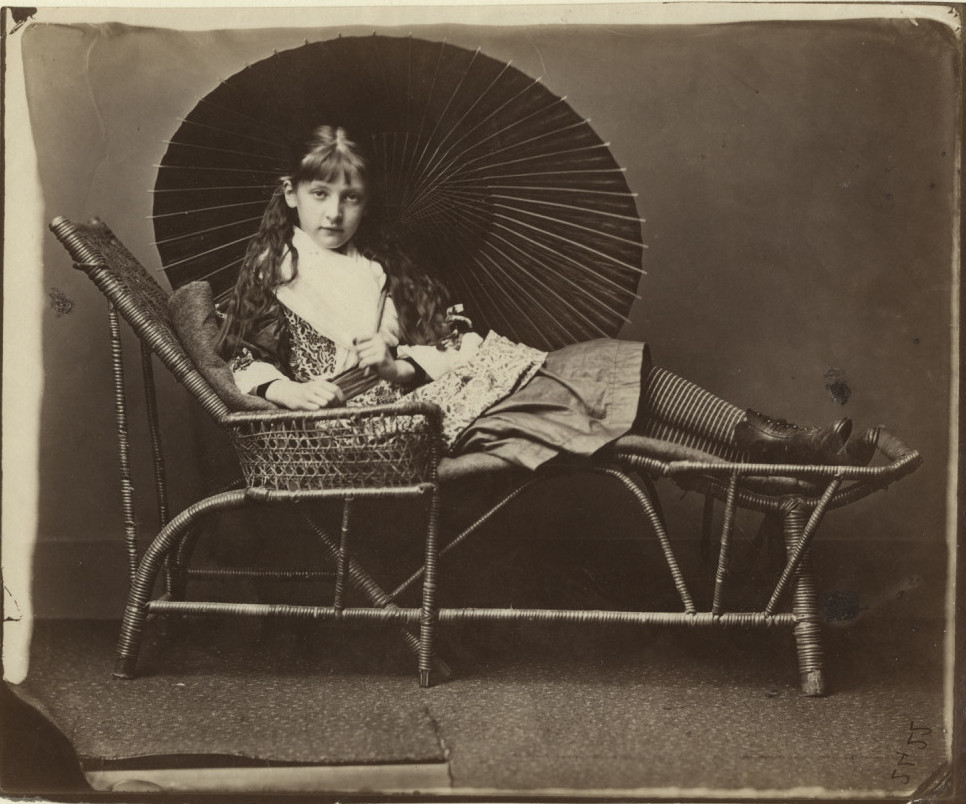
Льюис Кэрролл. Экси Китчин в платье Пенелопы Бутби на шезлонге с японским зонтиком, 1875—1876
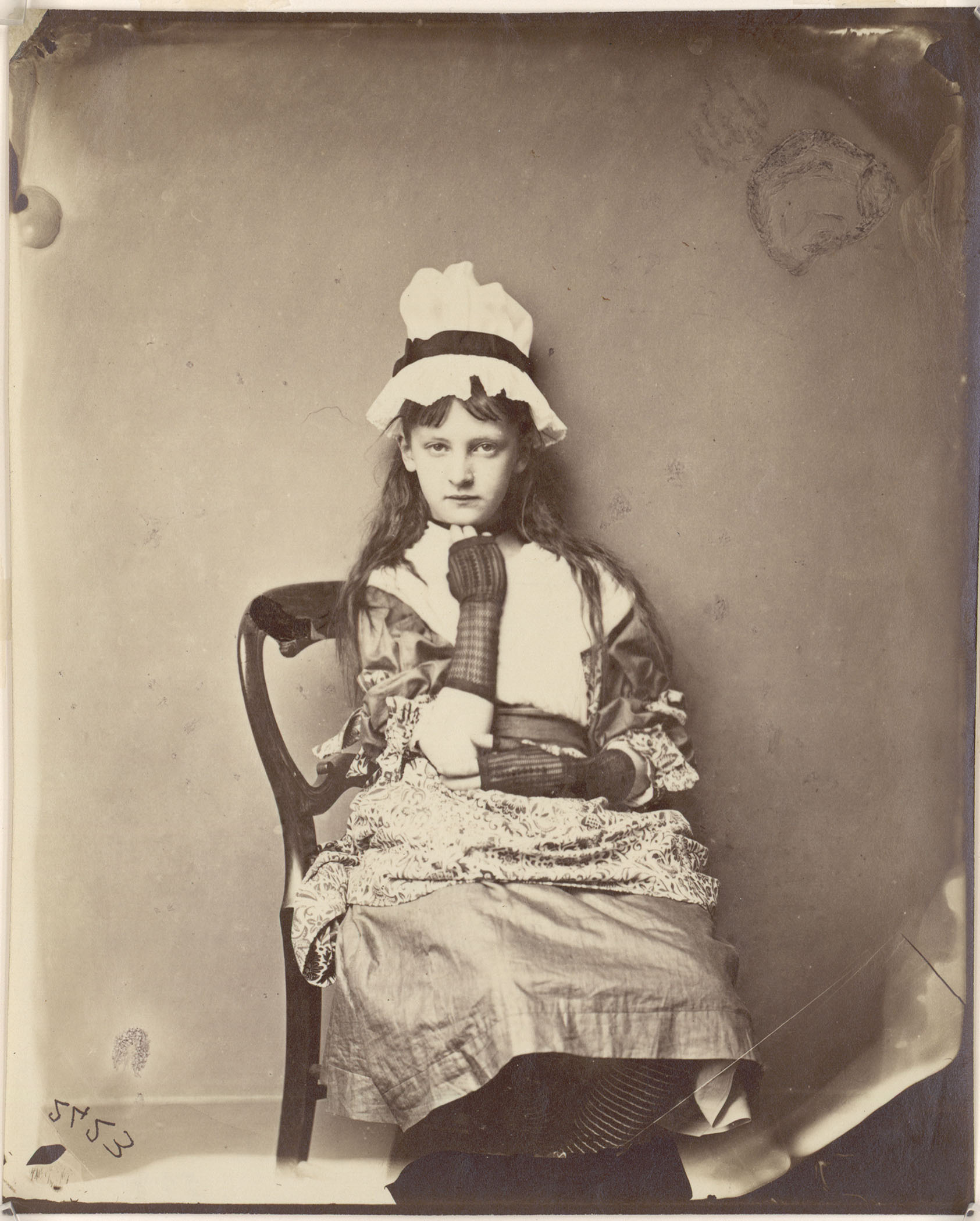
Льюис Кэрролл. Экси Китчин в платье Пенелопы Бутби, 1875—1876
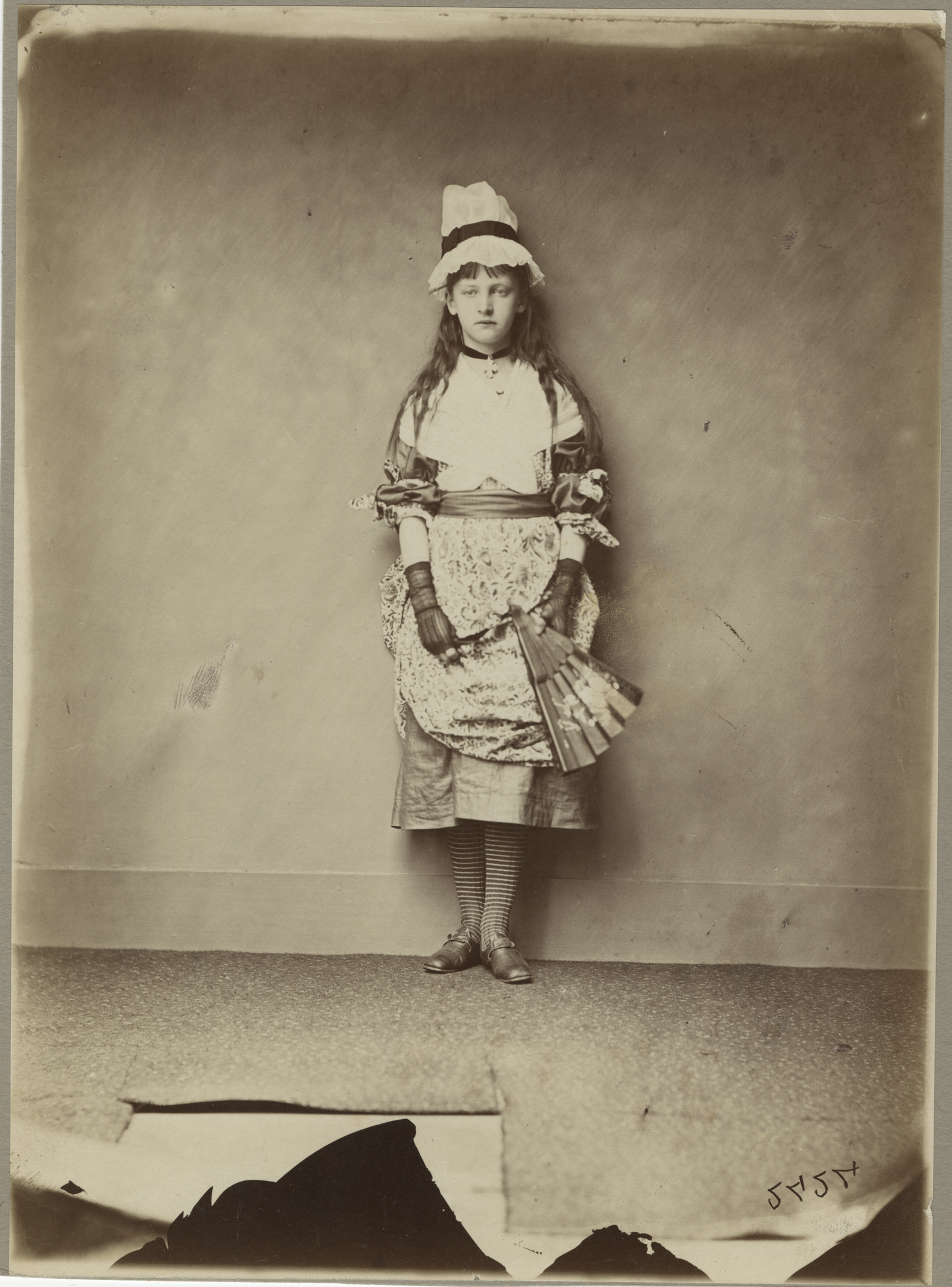
Льюис Кэрролл. Экси Китчин в платье Пенелопы Бутби, стоящая, 1875—1876

## Пенелопа Бутби в массовой культуре

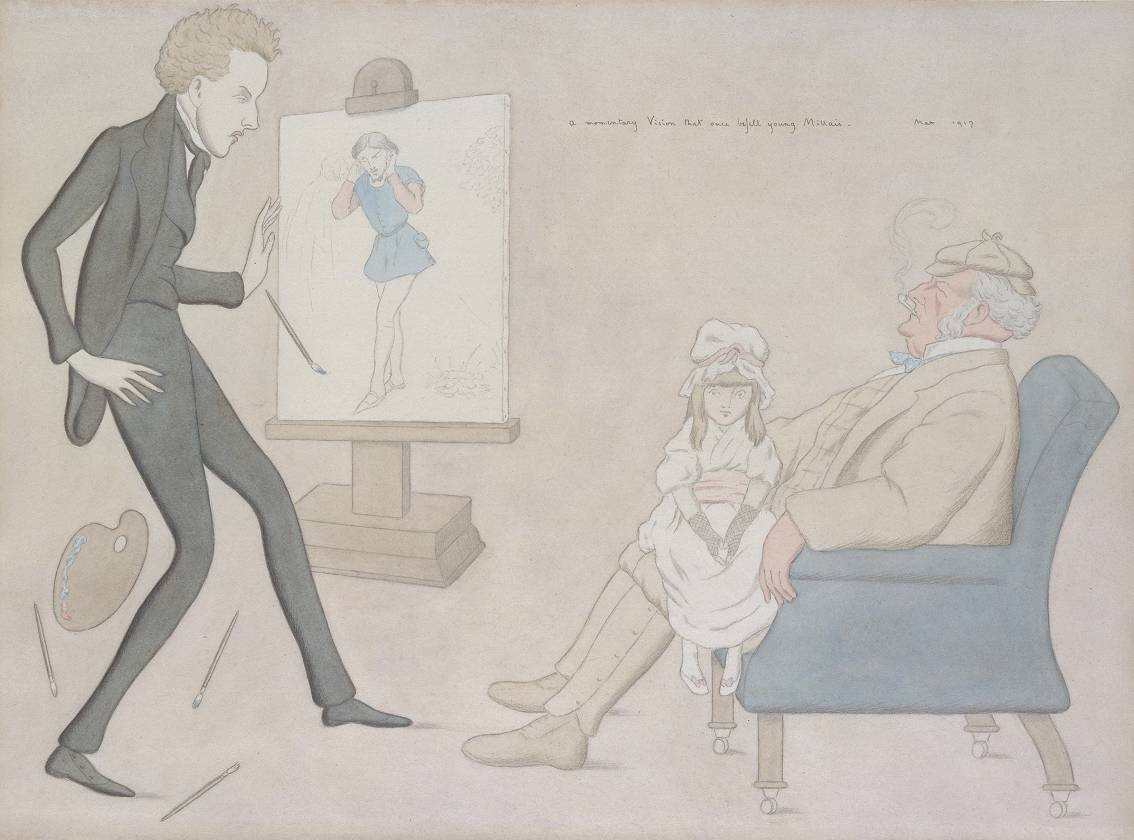
Макс Бирбом. Мгновенное видение однажды постигло молодого Милле, 1916

Картина Милле долгое время использовалась для изображения на коробке для мыла фирмы Pears Transparent Soap. Высказывалось предположение, что образ девочки служил некоторое время в массовом сознании образом высшей чистоты. Также образ Пенелопы на картине Милле стал основой для популярной в викторианскую эпоху куклы маленькой мисс Маффет (англ. Little Miss Muffet), названной так в честь популярной тогда детской потешки Little Miss Muffet. Существует картина Милле «Маленькая мисс Маффет», вдохновлённая этой потешкой, но одежда, возраст и лицо куклы были значительно ближе образу Пенелопы Бутби, запечатлённому на его картине «Спелая вишня». Кукла «Маленькая мисс Маффет» производится до настоящего времени. Появились также сатирические журнальные изображения, в которых выражение лица и фигура девочки приобретали подчёркнуто сексуальное или глумливое выражение.
Английский писатель, художник-карикатурист и книжный иллюстратор Макс Бирбом создал акварель «Мгновенное видение однажды постигло молодого Милле», где с иронией показывает эволюцию творчества художника. Он делает это в трёх элементах карикатуры:
- Художник изображает, как молодой Милле предпринимает попытку совместить фантазию и натурализм в своей картине «Фердинанд, соблазняемый Ариэлем», произведении, иллюстрирующем пьесу Уильяма Шекспира «Буря». Художник находится возле мольберта, на котором стоит эскиз к картине.
- Он показывает, как молодой художник с удивлением роняет кисть и палитру, увидев самого себя после того, как он стал заурядным обывателем, жизнь которой посвящена охоте, рыбалке и попытке проникнуть в высшее общество.
- Разместив маленькую девочку в облике героини картины Милле «Спелая вишня» на коленях у престарелого Милле, карикатурист подчеркивает, что художник потворствует обывательскому спросу на картины, которые изображают очаровательных детей или молодых девушек.

Акварель Бирбома была создана в 1916 году, с сентября 1921 года находилась в коллекции Галереи Лестера, а с 1938 года принадлежит Галерее Тейт. Впервые акварель была опубликована в 1922 году как иллюстрация к книге Бирбома о прерафаэлитах.